# Pteroptrix serrata
Pteroptrix serrata är en stekelart som först beskrevs av Annecke 1964.  Pteroptrix serrata ingår i släktet Pteroptrix, och familjen växtlussteklar. Inga underarter finns listade.